# Station Pełkinie
Station Pełkinie is een spoorwegstation in de Poolse plaats Pełkinie.